# Bandera de Santa Rita

Bandera del Municipio Santa Rita.

La bandera del municipio Santa Rita fue creada el 6 de noviembre de 1990 como símbolo del municipio.
Es un rectángulo dividido en 2 franjas horizontales iguales:

## Simbología
El azul representa el lago de Maracaibo y el sitio por donde pasó Alonso de Ojeda muy cerca del municipio.
El rojo representa la sangre de los libertadores de la independencia, como Pedro Lucas Urribarrí y José Cenobio Urribarrí, Santaritenses que pelearon en la Batalla Naval del Lago de Maracaibo.
La estrella amarilla representa la aspiración de los Zulianos de tener su estrella en la bandera nacional ya que el Zulia también se pronunció por la independencia en 1821.
El relámpago amarillo a la izquierda de la franja azul es el relámpago del Catatumbo, faro que ilumina las noches del Zulia.